# Temple de Vamana
Le temple de Vamana (Devanagari:वामन मंदिर) - est un temple hindou situé à Khajurâho dans l'état du Madhya Pradesh, en Inde. 
Il est dédié à Vamana le cinquième avatar de Vishnou.
L'édifice fait partie du groupe situé à l'Est du site du patrimoine mondial de l'UNESCO au titre de l'Ensemble monumental de Khajuraho.

## Histoire
Le temple a été construit en 1062 pour y vénérer Vishnou sous sa forme de nain, qui se dit Vâmana en sanskrit. En tant que Vâmana, il est représenté avec un parasol, tenant un pot et un rosaire dans les mains.
Le temple a été classé « Monument d'Importance nationale » par l'ASI.

## Description
Le temple de Vamana est situé à environ 200 m au nord-est du temple de Brahma.
Constitué du sanctuaire, d'un vestibule, d'un maha mandapa avec transepts et d'un porche d'entrée, il a nécessité de gros travaux de restauration. À noter que le mandapa possède ici un étage.

Sculptures du temple de Vamana
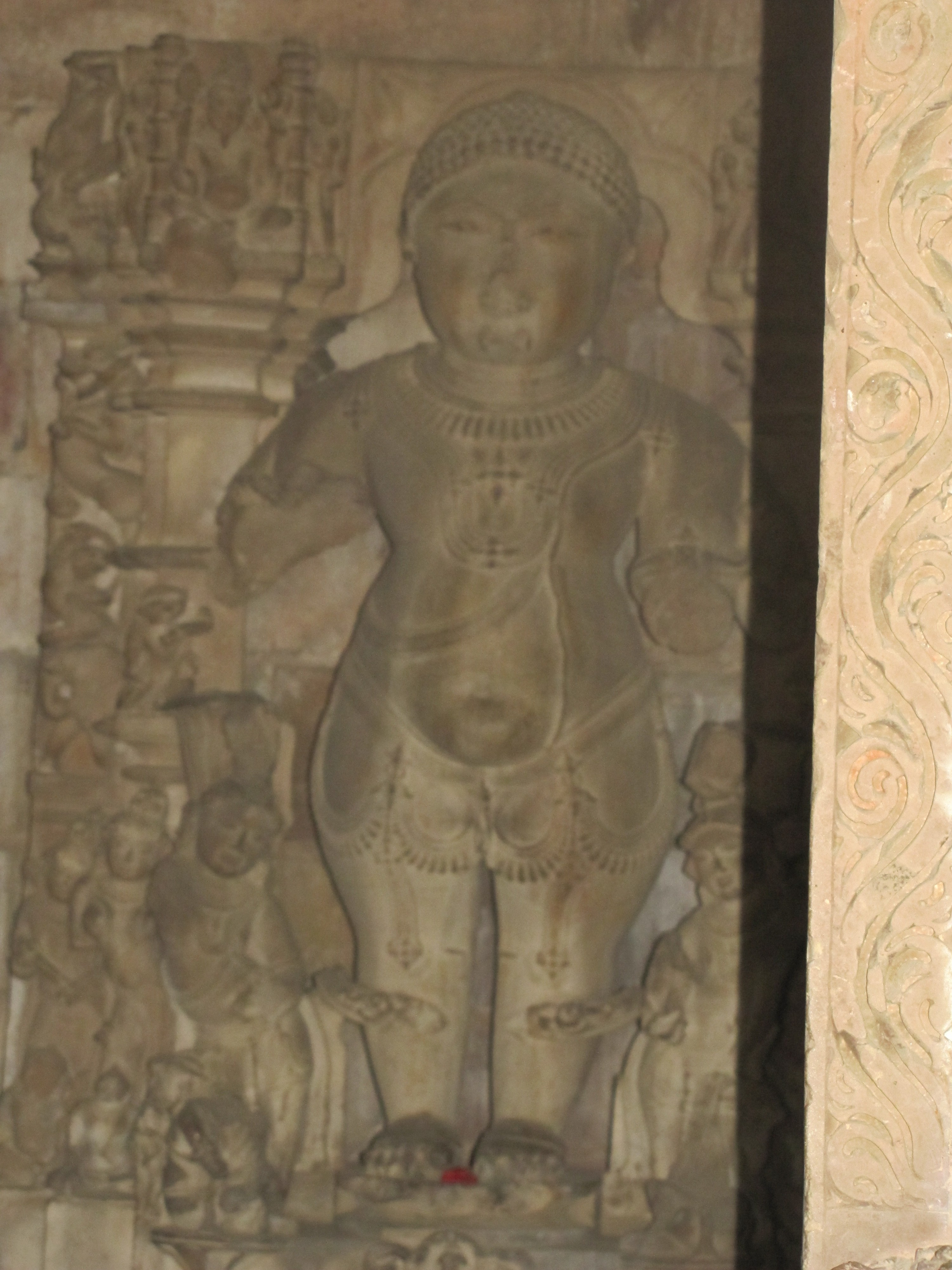
Le nain Vamana, avatar de Vishnou.
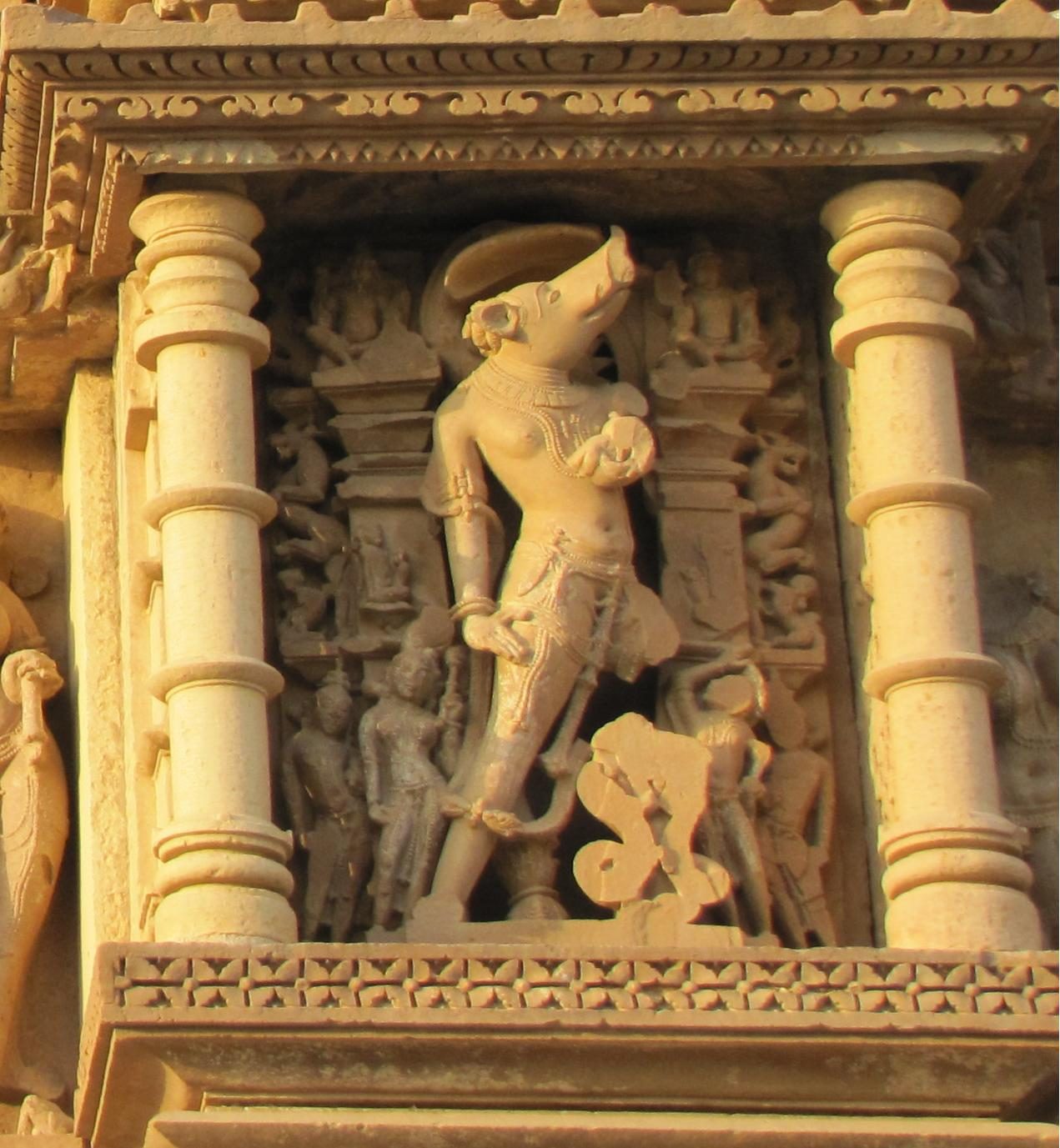
Varâha le sanglier, avatar de Vishnou.
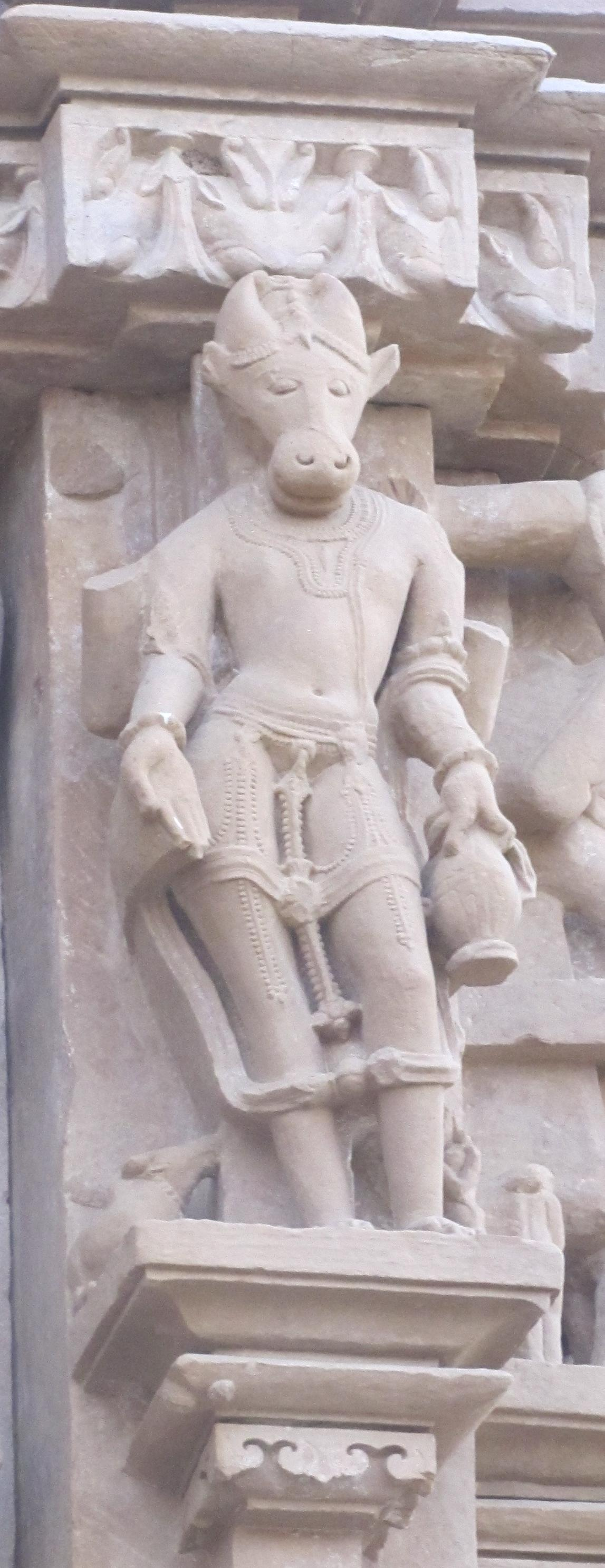
Nandi (mythologie), intercesseur auprès de Shiva.